# Amalrico IV de Monforte

Escudo de Armas dos Senhores de Monforte

Amalrico IV de Monforte, falecido em 1140, foi senhor de Monforte e conde de Évreux entre os anos 1137 e 1140, sucedendo a seu pai.

## Relações familiares
Foi filho de Amalrico III de Monforte, senhor de Monforte e conde de Évreux, e de Agnes de Garlande. 
Ele foi o sucessor do pai, porém faleceu três anos depois, sem descendentes. O senhorio de Monforte e o título de conde de Évreux passaram, então, para seu irmão Simão III de Monforte.